# 石佛镇 (天水市)
石佛镇，是中华人民共和国甘肃省天水市麦积区下辖的一个乡镇级行政单位。
2011年，甘肃省民政厅批复同意撤销石佛乡，设立石佛镇。

## 行政区划
石佛镇下辖以下地区：
石佛村、黄庄村、裴滩村、杨庄村、涧沟村、三阳村、康庄村、腰庄村、朱河村、黄新村、刘庄村、团半村、于堡村、严山村、张湾村、赵沟村、陶小村、泄山村、王窑村、勿驮村、张坪村、陶崖村、周半村、黄堡村、龙池村、大坪村、石崖村、夏家村、陶家村、咀王村、峪口村、董家河村、马家山村和樊家湾村。